# لوئیس لوپس (بازیکن فوتبال، زاده ۱۹۸۶)
لوئیس لوپس (اسپانیایی: Luis López‎؛ زادهٔ ۲۹ اوت ۱۹۸۶) بازیکن فوتبال اهل هندوراس است.
از باشگاه‌هایی که در آن بازی کرده است می‌توان به باشگاه فوتبال بوتو پلوودیو و باشگاه فوتبال موتاگوا اشاره کرد.
وی همچنین در تیم‌های ملی فوتبال زیر ۲۳ سال هندوراس و هندوراس بازی کرده است.
وی در مسابقات کشوری و بین‌المللی در مجموع برندهٔ ۱ مدال طلا شده است.